# Нимустин
Нимустин — цитостатический противоопухолевый химиотерапевтический лекарственный препарат алкилирующего типа действия. Производное нитрозомочевины.

## Фармакологическое действие
Противоопухолевое средство из группы производных нитрозомочевины. Оказывает алкилирующее действие на основания и фосфатные группы ДНК, что приводит к нарушению её синтеза.

## Фармакокинетика
После в/в введения дозы 1.72-2.5 мг/кг Cmax нимустина в плазме крови составляет 3.86 мкг/мл, а через 1 ч после введения сохраняется на уровне 1 мкг/мл. Нимустин хорошо проникает в ткани и через 5 мин после введения поступает в спинномозговую жидкость, где Cmax достигается через 30 мин.
Нимустин проникает через плацентарный барьер, выделяется с грудным молоком.
T1/2 из спинномозговой жидкости составляет 29.4 мин.

## Показания
Злокачественные опухоли головного мозга (в том числе глиобластома), легких, органов пищеварения (желудка, печени, ободочной и прямой кишки), неходжкинские лимфомы, хронический лейкоз.

## Режим дозирования
Устанавливают индивидуально, в зависимости от показаний и стадии заболевания, состояния системы кроветворения, схемы противоопухолевой терапии.

## Побочное действие
Со стороны системы кроветворения: миелодепрессия (лейкопения, тромбоцитопения, анемия).
Со стороны пищеварительной системы: анорексия, тошнота, рвота, повышение активности печеночных трансаминаз; редко — стоматит, диарея.
Со стороны ЦНС: головная боль, головокружение, судороги.
Со стороны мочевыделительной системы: повышение концентрации мочевины в крови, протеинурия.
Дерматологические реакции: кожная сыпь, алопеция.
Прочие: лихорадка, гипопротеинемия; повышенная кровоточивость, общая слабость; редко — интерстициальная пневмония.

## Противопоказания
Миелодепрессия, беременность, повышенная чувствительность к нимустину.

### Применение при беременности и кормлении грудью
Противопоказан к применению при беременности. При необходимости применения в период лактации следует решить вопрос о прекращении грудного вскармливания.
В период лечения женщины детородного возраста должны применять надежные способы контрацепции.
В экспериментальных исследованиях установлено тератогенное действие нимустина.

### Применение при нарушениях функции печени
С осторожностью применяют у больных с нарушениями функции печени.
Необходим строгий контроль показателей функции печени (по крайней мере, в течение 6 нед. после введения).

### Применение при нарушениях функции почек
С осторожностью применяют у больных с нарушениями функции почек.
Необходим строгий контроль показателей функции почек (по крайней мере, в течение 6 нед. после введения).

## Особые указания
С осторожностью применяют при повышенной кровоточивости, в случаях присоединения острых инфекций или обострения хронических; при ветряной оспе (возможны системные нарушения с летальным исходом); у больных с нарушениями функции печени и/или почек.
Необходим строгий контроль картины периферической крови (1 раз в неделю), показателей функции печени и почек (по крайней мере, в течение 6 нед. после введения). Не следует вводить нимустин п/к или в/м. При в/в введении следует избегать попадания нимустина на слизистые оболочки и под кожу.
Сочетанное применение нимустина и лучевой терапии повышает вероятность миелодепрессии.
C осторожностью применяют у детей раннего возраста (из-за повышенного риска возникновения побочных эффектов и необходимости учитывать отрицательное действие на половые железы).

## Лекарственное взаимодействие
При одновременном применении нимустина с винкристином, митомицином, адриомицином происходит потенцирование миелодепрессивного действия.